# GKN
GKN plc (LSE: GKN) é uma empresa britânica de engenharia, anteriormente um dos maiores fabricantes de autopeças. O grupo era conhecido anteriormente como Guest, Keen and Nettlefolds e pode rastrear suas origens por volta de 1759 no nascimento da revolução industrial. Ela está listada na Bolsa de Valores de Londres e é uma componente do índice FTSE 100.

## Resumo da empresa
Em 9 de julho de 1900, a Companhia de Ferro Dowlais e a empresa de Arthur Keen Patent Nut and Bolt Company fundiram para formar a Guest, Keen & Co. Ltd.
Nettlefolds Limited, uma empresa líder na produção de peças, tinha sido estabelecida em Smethwick, em 1854, foi adquirido em 1902 e que conduziu à alteração do nome para Guest, Keen and Nettlefolds.
Estas fusões anunciava meio século em que o nome se tornou sinônimo GKN com a fabricação de parafusos, porcas, e outros tipos de peças. A empresa refletiu a integração vertical na moda no momento em que empresas aderem a atividades de extração do carvão e do minério de ferro e aço, e de tornar a indústria transformadora de produtos acabados.
Em 1994, a GKN adquiriu os negócios da produção de helicópteros e de veículos blindados da Westland Aircraft. Em 1998, o negócio de veículos blindados foi vendido para Alvis plc, e posteriormente incorporada com a Alvis Vickers Ltd. Em julho de 2000 a Finmeccanica e a GKN acordaram em fundir as suas respectivas filiais de helicóptero para formar a AgustaWestland. Em 2004, a GKN havia completado a venda de 50% de sua participação na AgustaWestland para Finmeccanica.
Desde o final dos anos 90, a empresa construiu um grande negócio global em pulvimetalurgia, que funciona com o nome de GKN Sinter Metals.

## GKN no Brasil
A GKN do Brasil tem sua origem nas empresas do grupo Albarus, onde se denominava ATH (Albarus Transmissões Homocinéticas). Em 2000, 100% de suas ações foram assumidas pela GKN Industries, da Inglaterra, que possui unidades industriais em países do mundo inteiro e detém 40% do mercado mundial de juntas homocinéticas. Uma das líderes na América do Sul em seu mercado, atualmente a GKN do Brasil produz 3.600.000 semi-eixos homocinéticos por ano nas suas duas indústrias do Rio Grande do Sul, uma em Porto Alegre fundada em 1972, e a outra em Charqueadas, além de escritórios de vendas em São Paulo.
Nos últimos quatro anos, a GKN do Brasil investiu cerca de R$ 160 milhões nas duas unidades que mantém no Rio Grande do Sul, em Porto Alegre e Charqueadas. A empresa produz semi-eixos homocinéticos (SEH), juntas fixas e juntas deslizantes para veículos.
A unidade de Porto Alegre fornece autopeças a todas as montadoras instaladas no Brasil. Do total de veículos em circulação no Brasil, 83% possuem semi-eixos com o selo GKN. Entre eles, estão os modelos Hilux e Corolla.
Já a unidade de Metalurgia do Pó, a GKN Sinter Metals, fica localizada na cidade de Hortolândia, interior de São Paulo, e produz cubos de transmissão e polias.